# Canadian Aviation Electronics
Canadian Aviation Electronics Inc. (CAE Inc.) (TSE: CAE Inc., NYSE: CAE Inc.) is een Canadese multinational.
De onderneming produceert vliegsimulatoren en overige technieken voor vliegtuigen en vliegsimulatoren. Tevens leidt de onderneming piloten op en biedt trainingen aan.
De aan twee effectenbeurzen genoteerde CAE Inc. bestaat uit vijf divisies, te weten de divisie Aviation Training & Services, de divisie Military, de divisie Public Safety & Services, de divisie CAE Healthcare en de divisie CAE Mining.
De CAE Inc. heeft verscheidene dochterondernemingen, waaronder de CAE Oxford Aviation Academy; deze valt overigens onder de divisie Aviation Training & Services. De CAE Oxford Aviation Academy is een vliegschool voor piloten in de burgerluchtvaart en de vliegschool heeft twaalf vestigingen over de wereld.
De CAE Inc. is industrielid van de handelsorganisatie Air Transport Association.